# Preußenbund
Der „Preußenbund“, eigentlich „Bund der Kaisertreuen“, war eine konservative politische Organisation, die der Deutschnationalen Volkspartei (DNVP, 1918–1933) nahestand. Er wurde 1913 gegründet und bestand bis 1934. Nach dem Zusammenbruch des deutschen Kaiserreichs setzte sich der „Preußenbund“ für die Wiederherstellung der Monarchie ein.

## Gründungsmitglieder
- Ernst von Heydebrand und der Lasa (1851–1924), Vorsitzender der Deutschkonservativen Partei (1876–1918)
- Georg von Kleist (1852–1923), General der Kavallerie, von 1918 bis 1919 Vorsitzender
- Ernst von Reuter, Oberst
- Paul Rocke (1870–1936), Präsident der Handelskammer in Hannover
- von Rodenbeck
- Hans von Wrochem (1853–1914), General
- Kuno von Westarp (1864–1945), Jurist und Politiker
- Elard von Oldenburg-Januschau (1855–1937), Großagrarier und Lobbyist
- Wilhelm von der Groeben, Graf
- Guido Henckel von Donnersmarck (1830–1916), Industrieller
- Eugen Wilhelm Ernst, Industrieller
- Gustav Gontermann, Industrieller
- Max Wildgrube (1873–1954), Politiker
- Wilhelm von Dommes (1867–1959), General

## Leitung des Preußenbundes
| Vorstände - 1913–1918 Paul Rocke - 1918–1919 Georg von Kleist - 1919–1925 Wilhelm Rogge - 1925–1934 Wilhelm von Dommes | Geschäftsführer - 1918–1920 Fritz Bley - 1921–1925 Fritz Schlieper - 1926–1934 Friedrich Everling |

## Weitere Mitglieder
- Carl Eduard von Sachsen-Coburg-Gotha (1884–1954), erwähnt 1922
- Fritz Bley (1853–1931), Schriftsteller
- Wilhelm Rogge (1856–1925), Generalmajor